# Градиње (Церовље)
Градиње су село у хрватском делу Истре. Налазе се на територији општине Церовље и према попису из 2001. године имају 43 становника.
У селу постоји црква Свих Светих саграђена 1602. године, на месту старије цркве. У цркви се назиру фреске и глагољски графити.